# Darius Rochebin
Darius Rochebin (geboren als Darius Khoshbin) (Genève, 25 december 1966) is een Zwitsers journalist van Iraanse origine. Hij presenteerde gedurende 22 jaar het journaal op de Zwitserse publieke televisiezender RTS. Als journalist interviewde hij veel belangrijke Zwitserse en internationale persoonlijkheden.

## Biografie
Darius Rochebin studeerde Franse literatuur aan de Universiteit van Genève. Nadien werd hij journalist bij de kranten Journal de Genève en L'Illustré. In 1995 ging hij aan de slag bij de RTS. Van 1998 tot 2020 was hij er een vaste waarde als nieuwslezer, al presenteerde hij het journaal vanaf 2019 enkel nog op vrijdagen en in het weekend.
Rochebin presenteerde eveneens het programma Pardonnez-moi, waarin hij 's zondags gasten interviewde uit de Zwitserse en internationale actualiteit. Onder meer Vladimir Poetin, François Hollande, Hassan Rohani, Emmanuel Macron, Sepp Blatter, Julian Assange, Edward Snowden en Roman Polanski werden in dit programma door hem geïnterviewd. Verder interviewde hij ook Manuel Valls, Aung San Suu Kyi, Michail Gorbatsjov, Laurent Fabius, Bernadette Chirac, Johnny Hallyday, Alain Delon, Stromae, Gérard Depardieu, Monica Bellucci, Arnold Schwarzenegger, Jean d'Ormesson, François-Henri Désérable en Sylvain Tesson.
In juli 2020 kondigde Rochebin zijn vertrek bij de RTS aan. In het najaar van 2020 zou hij aan de slag gaan bij de Franse zender LCI, een nieuwszender van de Franse commerciële omroep TF1.

## Onderscheidingen
- Frankrijk: ridder in de Orde van Kunsten en Letteren (2011)